# Кастель-Кампаньяно
Кастель-Кампаньяно (італ. Castel Campagnano) — муніципалітет в Італії, у регіоні Кампанія,  провінція Казерта.
Кастель-Кампаньяно розташований на відстані близько 185 км на південний схід від Рима, 45 км на північний схід від Неаполя, 17 км на північний схід від Казерти.
Населення — 1599 осіб (2014).

## Демографія
Населення за роками:

Станом на 1 січня 2023 року в муніципалітеті офіційно проживало 39 іноземців з 8 країн, серед них 26 громадян країн Євросоюзу.

## Сусідні муніципалітети
- Аморозі
- Каяццо
- Дуджента
- Ліматола
- Меліццано
- Рув'яно